# Giovanni Piconi
Giovanni Piconi detto Gianni (Roma, 23 agosto 1950) è un mafioso italiano, ed esponente dell'organizzazione mafiosa romana Banda della Magliana.

## Biografia
Implicato in rapine fin da giovane, Giovanni Piconi divenne ben presto legato a una "batteria" controllata dal boss Maurizio Abbatino, e introdotto da quest'ultimo nella Banda della Magliana subito dopo la sua formazione. Fu uno dei boss e fondatori della banda ma egli fu particolarmente attivo nel primo periodo di azioni criminali, e venne indicato come uno degli organizzatori ed esecutori del sequestro del duca Massimiliano Grazioli Lante della Rovere, facendo alla fine anche parte del gruppo che poi recupererà i soldi del riscatto. Partecipò anche all'agguato contro Franco Nicolini e a sparargli furono lui ed Edoardo Toscano. Successivamente alla spartizione del territorio per il controllo dello spaccio delle sostanze stupefacenti a Roma insieme ad Abbatino e altri controllò le zone Eur, Magliana e Monteverde.
Nei processi che seguirono alle dichiarazioni del pentito Maurizio Abbatino, il 29 luglio del 1995, venne condannato a 20 anni di reclusione per il sequestro del duca Grazioli, a cui poi si aggiunsero i 6 anni di condanna nel maxiprocesso contro la Banda, comminati dalla prima corte d'assise d'appello, con sentenza del 27 febbraio del 1998